# NGC 3073
NGC 3073 (również PGC 28974 lub UGC 5374) – galaktyka eliptyczna (E/SB0), znajdująca się w gwiazdozbiorze Wielkiej Niedźwiedzicy. Odkrył ją William Herschel 1 kwietnia 1790 roku.